# Пристолепіс
Пристоле́піс (Pristolepis) — рід прісноводних риб з монотипної родини пристоле́пових (Pristolepididae).
Раніше зараховувався до ряду окуневидних, але за сучасною систематикою вони належить до ряду лабіринтових.

## Види
Об'єднує декілька видів, поширених у Південній та Південно-Східній Азії:
- Pristolepis fasciata  (Bleeker, 1851) — смугастий пристолепіс; Індокитай, півострів Малакка, острови Суматра і Калімантан; довжина 20 см[4];
- Pristolepis grootii  (Bleeker, 1852) — індонезійський пристолепіс; острови Суматра, Калімантан, Банка, Біллітон в Індонезії, довжина 18,5 см[5];
- Pristolepis malabarica  (Günther, 1864) — малабарський пристолепіс; річка Манімала (англ. Manimala River), штат Керала на півдні Індії; довжина 9 см[6];
- Pristolepis marginata  Jerdon, 1849 — облямований пристолепіс; Малабарське узбережжя Індії (штат Керала), довжина 15 см[7];
- Pristolepis pentacantha  Plamoottil, 2014 — п'ятиколючковий пристолепіс; річка Кабані (англ. Kabani River), штат Керала, Індія; довжина 9,5 см[8];
- Pristolepis rubripinnis  Britz, Kumar & Baby 2012 — червоноплавцевий пристолепіс; річки Памба (англ. Pamba River) і Чалакуді (англ. Chalakudy River), штат Керала, Індія; довжина 13 см[9].

## Опис
Пристолепіси мають високе, стиснуте з боків тіло, лінія чола стрімко здіймається вгору, бічна лінія переривається. Раніше їх зараховували до складу нандових окунів (Nandidae). Маленький, у порівнянні з нандовими, рот, а також відмінності в будові зябрових кришок стали ознаками, які дозволили виділити їх в окрему родину.
Статеві відмінності не відомі.
Мешкають пристолепіси серед берегової рослинності в річках з повільною течією або в стоячих водоймах. Їхньою домівкою є великі річки, озера, болота, області, що тимчасово затоплюються під час повеней.
Це порівняно великі, як для акваріумів, риби, тому в домашніх акваріумах практично не зустрічаються. Тримають їх переважно у просторих оглядових акваріумах. За природою вони хижаки і потребують міцного живого корму відповідного розміру. Рекомендована температура води 22-24 °C. Плідність до 1000 ікринок.